# Groupe Rocher
Pour les articles homonymes, voir Yves Rocher (homonymie).
Le Groupe Rocher, anciennement Groupe Yves Rocher, est un groupe familial français d'origine bretonne, fondé en 1959 par Yves Rocher à La Gacilly. Initialement constitué de l'entreprise Yves Rocher, qui commercialise des cosmétiques à base de plantes vendus par correspondance, le groupe est actif sur les marchés de la cosmétique, de l’entretien de la maison, et de l’habillement, avec une activité allant de la recherche et développement, la culture, la production jusqu'à la commercialisation. La société est née en Bretagne, et reste implantée dans cette région, tout en ayant une part de chiffre d’affaires à l’international de plus en plus importante, par ses marques historiques et par des acquisitions. En 2023, après trois ans de déclin, elle annonce des licenciements et fermetures de sites. 
Les marques du Groupe Rocher sont Yves Rocher, Petit Bateau, Stanhome, Dr Pierre Ricaud, Kiotis, ID Parfums Paris, Flormar, Sabon et Arbonne International.

## Histoire du groupe

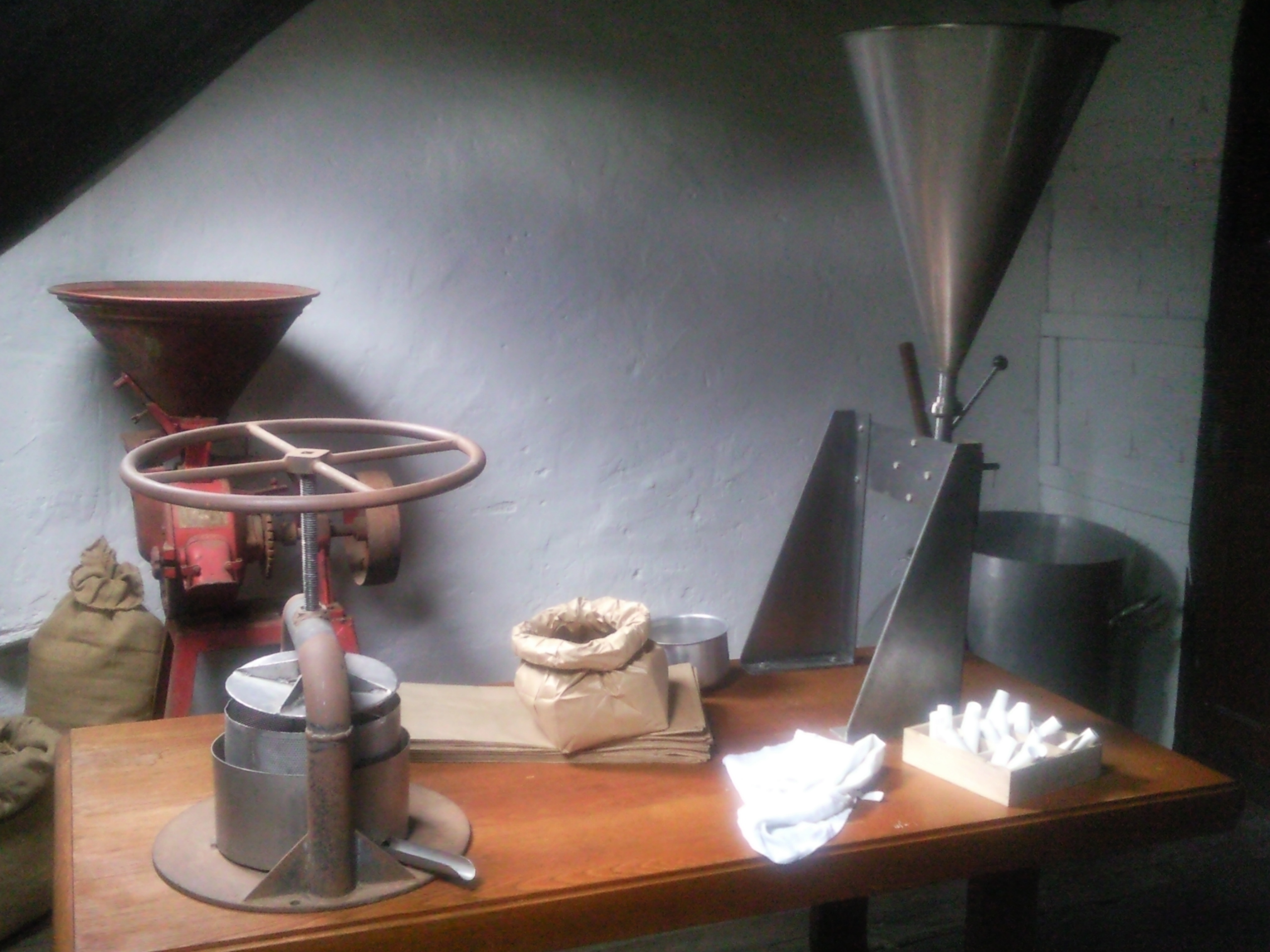
Reconstitution du premier laboratoire du fondateur

### Concept initial
En 1959, Yves Rocher installe à La Gacilly une usine de production de cosmétiques et vend par correspondance ses premières crèmes à base d’une plante aux vertus médicinales, la ficaire. Ce premier produit est un remède contre les hémorroïdes.
L'entreprise s'agrandit rapidement, multipliant par dix le nombre de salariés en dix ans. En 1965, Yves Rocher lance son premier Livre vert de la beauté, un catalogue annuel. En 1969, il ouvre sa première boutique boulevard Haussmann à Paris, amorçant une diversification des modes de distribution un an après les grèves de la Poste de 1968. La même année, le premier site industriel est créé au lieu-dit La Croix des Archers.
L'importance économique de son entreprise permet à Yves Rocher de s'impliquer en politique : en 1962, il est élu maire de La Gacilly, une position qu'il occupe pendant plus de quarante ans, jusqu'en 2008.

### Développement
Dans les années 1970 et le début des années 1980, viennent s'ajouter aux sites de production de La Gacilly, en 1978, dédié au maquillage et de Ploërmel en 1982, dédié aux parfums,. En 1979, l'entreprise ouvre le site industriel de Rieux, en Bretagne (dédié au maquillage).
Ce déploiement industriel est complété par la création de différentes marques, s’ajoutant à la marque historique Yves Rocher. Dans les années 1980 sont ainsi créées les marques Daniel Jouvance, en cosmétologie marine, puis Dr Pierre Ricaud, avec des produits anti-âge.
En 1988, le Groupe Rocher achète la marque Petit Bateau, sortant du domaine de la cosmétique pour prendre pied dans celui de l’habillement. La société Petit Bateau se révèle rapidement être dans une très mauvaise situation financière. Yves Rocher estime avoir été trompé par sa banque, la BNP, qui est dans cette opération tout à la fois le créancier principal et un des actionnaires de Petit Bateau, l’intermédiaire de la transaction, et le banquier d'Yves Rocher depuis l’origine de l’entreprise. Il s’ensuit une succession d’épisodes juridiques entre le Groupe Rocher et la BNP dont ni l’un ni l’autre ne sort vainqueur, mais aussi des épisodes médiatiques où l’entrepreneur manifeste son mécontentement, organisant par exemple des manifestations de salariés bretons sous les fenêtres du siège parisien de la BNP. Mais Yves Rocher met également un point d’honneur à rétablir la situation financière et commerciale de Petit Bateau, en une dizaine d’années.
En 1991 est créée la Fondation Yves Rocher pour la protection de la nature.

### Période de transition
Dans la continuité des années précédentes, le Groupe Rocher continue à muscler ses moyens de production, à innover, et à diversifier ses modes de distribution. En 1991, l'usine des Villes Jeffs, à La Gacilly, est créée pour tous les produits d'hygiène et de soins.
En 1994, le t-shirt Petit Bateau devient un phénomène de mode à la suite du défilé Chanel où il est porté par Claudia Schiffer.
En 1997, le groupe rachète la marque Stanhome, qui commercialise des produits d’entretien de la maison, exclusivement en vente directe. Stanhome est la première entreprise à avoir pratiqué en France la démonstration et la vente à domicile de ses produits de ménage, par des réunions de clientèles potentielles, un mode de vente popularisé par Tupperware dans un autre domaine.
Le groupe breton s’emploie également à réduire son endettement,.
En 2001, la marque Kiotis est introduite, spécialisée en aromatologie et en cosmétiques à base d’huiles essentielles. En 2000, c’est le lancement du site internet. En 2001, une plateforme logistique internationale est construite à La Gacilly.

### Transmission de l’entreprise familiale
En 1973 puis en 1992, Yves Rocher se met en retrait de l'entreprise qu'il a fondé. En 1973, atteint d’un cancer et croyant ses jours comptés, il cède 60 % de sa société à l’entreprise pharmaceutique Sanofi. Ayant toutefois conservé la majorité des droits de vote, il réagit lorsque Sanofi fusionne avec Synthélabo, qui appartient à L’Oréal, leader mondial des cosmétiques et concurrent historique du groupe Rocher. Yves Rocher rachète alors suffisamment de parts pour reprendre la main. En 1992, il croit pouvoir passer les commandes à son fils aîné, Didier. Mais celui-ci meurt accidentellement deux ans plus tard. Yves Rocher reprend le rôle de président, à 64 ans. Quelques années plus tard, il fait entrer dans la société son petit-fils, Bris Rocher.
L’année 2009 est marquée par la mort du fondateur, Yves Rocher, à l’âge de 79 ans,,.
En 2010, la présidence est confiée à Bris Rocher, avec pour objectif de doper les ventes hors Union européenne et de développer la vente en ligne. Ce nouveau président confirme vouloir conserver à la société son indépendance,,.
En septembre 2012, Sanofi se désengage complètement du capital de l’entreprise. Depuis, la famille Rocher détient 97 % des parts, confirmant son caractère familial,. L’introduction en bourse n’est pas envisagée par les dirigeants, la société ayant un faible endettement et les moyens de financer son développement.
En juin 2023, Bris Rocher cède la direction générale du groupe à Jean-David Schwartz.

### Renforcement à l’international
Bris Rocher s’emploie effectivement à accélérer la présence à l’international par des acquisitions ou des partenariats. En 2012, le Groupe Rocher devient actionnaire majoritaire (51 %) de Flormar, une société turque de cosmétiques, numéro 1 du maquillage sur son marché, qui licencie un tiers de son personnel en 2018.
En 2014, la marque Petit Bateau signe un contrat de partenariat avec Fung Kids Limited, société hongkongaise du groupe Fung Retailing Limited, pour développer Petit Bateau en Chine, espérant y profiter de l’assouplissement de la politique de l’enfant unique.
En 2015, le Groupe Rocher rassemble ses différentes implantations d’Île-de-France en un même lieu, à Issy-les-Moulineaux. La quasi-totalité des marques du groupe y sont réunies, dans un bâtiment Haute qualité environnementale de 23 000 m2, avec un patio-jardin valorisant la biodiversité,.
En décembre 2016, le groupe Rocher annonce l'acquisition de Sabon, marque israélienne de savons, ainsi que de deux entreprises distribuant ses produits en Roumanie et à Hong Kong.

### RSE
Avec l’instauration de la qualité d’Entreprise à Mission par la loi Pacte, le groupe se dote d’une raison d’être « reconnecter ses communautés à la Nature » et s’inscrit dans la démarche.

## Controverses et déclin

### Plainte contre Alexeï Navalny et son frère
En 2012, Yves Rocher Vostok, la filiale est-européenne de l'entreprise établie en Russie en 1991, poursuit en justice l'entreprise Glavpodpiska, appartenant à l'opposant russe Alexeï Navalny et son frère Oleg, pour suspicion d'escroquerie. Le groupe se ravise en 2014, mais les deux hommes sont tout de même condamnés. Novaya Gazeta accuse Bruno Leproux, directeur général d'Yves Rocher Vostok, d'avoir soutenu la campagne du gouvernement russe contre Alexei Navalny,. Yves Rocher indique ne souhaiter « ni être instrumentalisé à des fins politiques ni prendre part au débat politique actuel ayant cours en Russie ».
Le lauréat du prix Nobel de la paix pour 2021, Dmitry Muratov, lors de la cérémonie de remise de ce prix, déclare : « Le politicien de l'opposition Alexei Navalny est détenu dans le camp sur une fausse dénonciation du directeur russe de la plus grande entreprise de parfums de La France. Le directeur a écrit une déclaration, mais il n'a pas été convoqué au tribunal et ne s'est pas reconnu comme victime ... Mais Navalny est en prison. La société de parfums elle-même a choisi de se retirer, espérant que l'odeur de cette affaire ne nuise pas à l'odeur de ses produits ».
Alexeï Navalny qui n'a plus recouvré la liberté depuis sa condamnation consécutive à la plainte du Groupe Yves Rocher, est mort en prison le 16 février 2024.

### Activité maintenue en Russie pendant la guerre avec l'Ukraine
Le groupe Rocher choisit de maintenir son activité en Russie après le 24 février 2022, déclarant le 16 mars : « Il est de notre devoir de prendre soin de nos 630 employés ainsi que des plus de 2500 collaborateurs de nos franchisés qui travaillent en Russie. » Présent depuis une trentaine d'années avec environ 450 boutiques en 2022, ce marché représente 15 % du chiffre d'affaires du groupe.

### Condamnation pour fausses promotions
Entre octobre 2012 et avril 2013, la Direction départementale de la Protection des populations du Morbihan relève des irrégularités dans les offres « promotionnelles » de produits du groupe Yves Rocher. Un premier jugement au tribunal correctionnel de Vannes en 2017 relaxe l'entreprise. La Cour d'appel de Rennes infirme ce jugement en 2021 et condamne le groupe Rocher à une amende de 150 000 euros.

### Système de vente pyramidal d'Arbonne
Arbonne, filiale du groupe Rocher depuis 2018, a été mise en cause pour son système de vente multiniveau ou pyramidale,,,.

### Licenciement de 130 salariés syndiqués en Turquie
Le 23 mars 2022, les associations Sherpa, ActionAid France, le syndicat turc Petrol-Iş et 34 anciens salariés d’une filiale turque du Groupe Yves Rocher assignent Yves Rocher en justice devant le tribunal judiciaire de Paris. Elles reprochent à l’entreprise d’avoir manqué à ses obligations issues de la loi sur le devoir de vigilance des sociétés-mères en matière de liberté syndicale et de droits fondamentaux des travailleurs,.
En 2018, les ouvrières  de la filiale turque d'Yves Rocher, Kosan Kozmetik, qui protestaient contre leurs conditions de travail et de rémunération, ont demandé la création d’un syndicat. La direction turque de l’entreprise aurait alors tout fait pour empêcher la création d’un syndicat, allant jusqu’à licencier 132 employées sous des prétextes jugés fallacieux par le syndicat Petrol-Is. Après une mobilisation sociale de près d’un an, très suivie en Turquie, et une longue bataille judiciaire, les ouvrières licenciées se sont vu accorder une indemnisation par l’entreprise. Mais cette indemnisation a été jugée insuffisante, et trente-quatre anciennes salariées ont décidé d'assigner Yves Rocher, société-mère de Kosan Kozmetik devant la justice française pour obtenir réparation du préjudice subi.

### Déclin et suppressions de postes
Le groupe Rocher a perdu environ 25 % de son volume de vente depuis 2020, en raison de la pandémie de Covid-19 et d'une baisse de ses ventes par correspondance : le marketing direct est en effet essentiel dans la stratégie du groupe. Une autre raison invoquée est la guerre en Ukraine, qui a entraîné 92 fermetures de boutiques, ainsi que les appels au boycott en raison de la décision de poursuivre des activités en Russie : les activités russes du groupe Rocher représentent une part importante de son chiffre d'affaires.
Le 10 janvier 2023, le groupe annonce la fermeture du département distribution de son site de Tournai, en Belgique, avec le licenciement de 34 salariés.
Le 31 janvier 2023, le groupe annonce 300 suppressions de postes en Bretagne sur trois ans, dont la fermeture de son usine de Ploërmel, qui emploie 108 personnes en CDI, majoritairement des femmes,. Une cinquantaine de personnes manifestent devant l'usine le jour même de cette annonce.
En août 2023, le groupe annonce la fermeture de tous ses magasins en Allemagne, en Autriche et en Suisse.

## Caractéristiques de l’entreprise
Présidé de 2010 à 2023 par Bris Rocher, le groupe est contrôlé à plus de 97 % par la famille du fondateur.
Présent sur les marchés de la cosmétique, de l’embellissement de la maison, et de l’habillement, le Groupe possède neuf marques principales : Yves Rocher, Petit Bateau, Stanhome, Dr Pierre Ricaud, Kiotis, ID Parfums, Flormar, Sabon et Arbonne International (en).
Il emploie 18 000 salariés dans le monde. Le chiffre d’affaires est estimé à plus de 2,5 milliards d’euros.
L’une des particularités du Groupe Rocher réside dans sa maîtrise de la quasi-totalité du cycle de vie de ses produits, la recherche et développement à la culture des plantes, la fabrication des produits, et leur distribution.
En 2024, le chiffre d'affaires du groupe est de 2,2 milliards d'euros. Petit Bateau réalisait 250 millions d'euros de chiffre d'affaires en 2024 et Stanhome, 190 millions d'euros.

## Site initial de La Gacilly

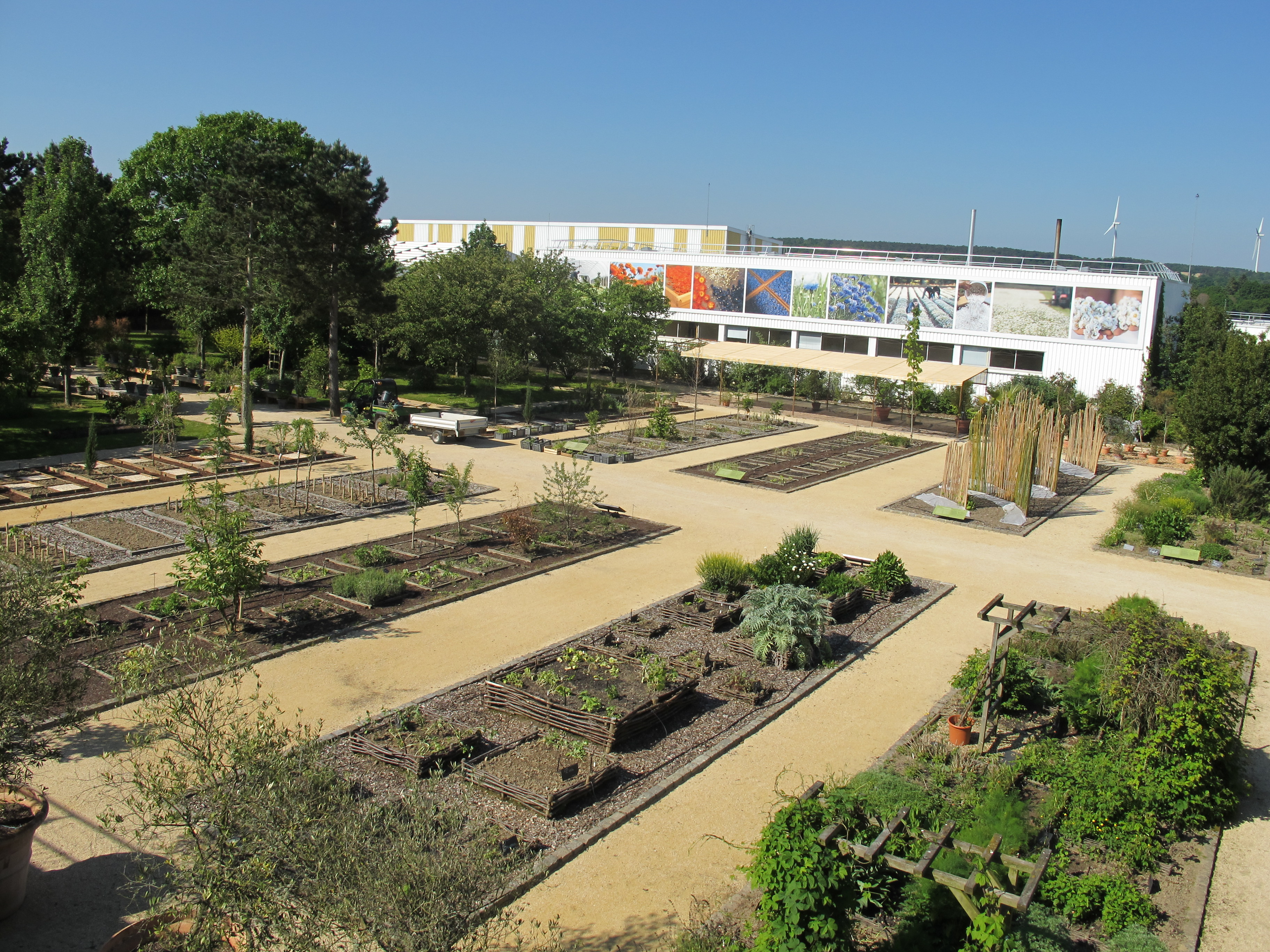
Le jardin botanique à La Gacilly avec en arrière-plan, le centre logistique de La croix des Archers (Yves Rocher).

Dans la commune de La Gacilly, dans le Morbihan, le Groupe Rocher possède 55 hectares de champs en agriculture biologique, où sont cultivées sept plantes médicinales : le bleuet, le calendula, l'arnica, la ficoïde glaciale, la camomille romaine, la camomille matricaire, et la mauve. Le bleuet est utilisé à la fois pour sa fleur (dont certaines molécules entrent dans des préparations permettant de déjaunir les cheveux blancs) et pour sa tige (dont est extraite une eau florale apaisante pour la peau). La camomille matricaire est exploitée pour ses propriétés adoucissantes et antioxydantes,.
L'entreprise s’appuie sur environ 400 « jardins partenaires » dans le monde. Elle a créé à La Gacilly un jardin botanique qui regroupe plus de 1 100 espèces de végétaux, dont une collection rare d'armoises. C'est également à La Gacilly et à proximité, que le groupe maintient une partie significative de ses usines de production. Un hôtel Spa a également été implanté, et un festival annuel de photographie y est organisé.
Trois sites industriels du groupe Rocher sont implantés à La Gacilly : l'usine des Villes Geffs, ainsi que les plateformes logistiques de la croix des Archers et de la Villouet. À ces usines s'ajoutent deux autres sites bretons situés à proximité : Ploërmel pour les parfums et Rieux pour les crèmes et le maquillage.

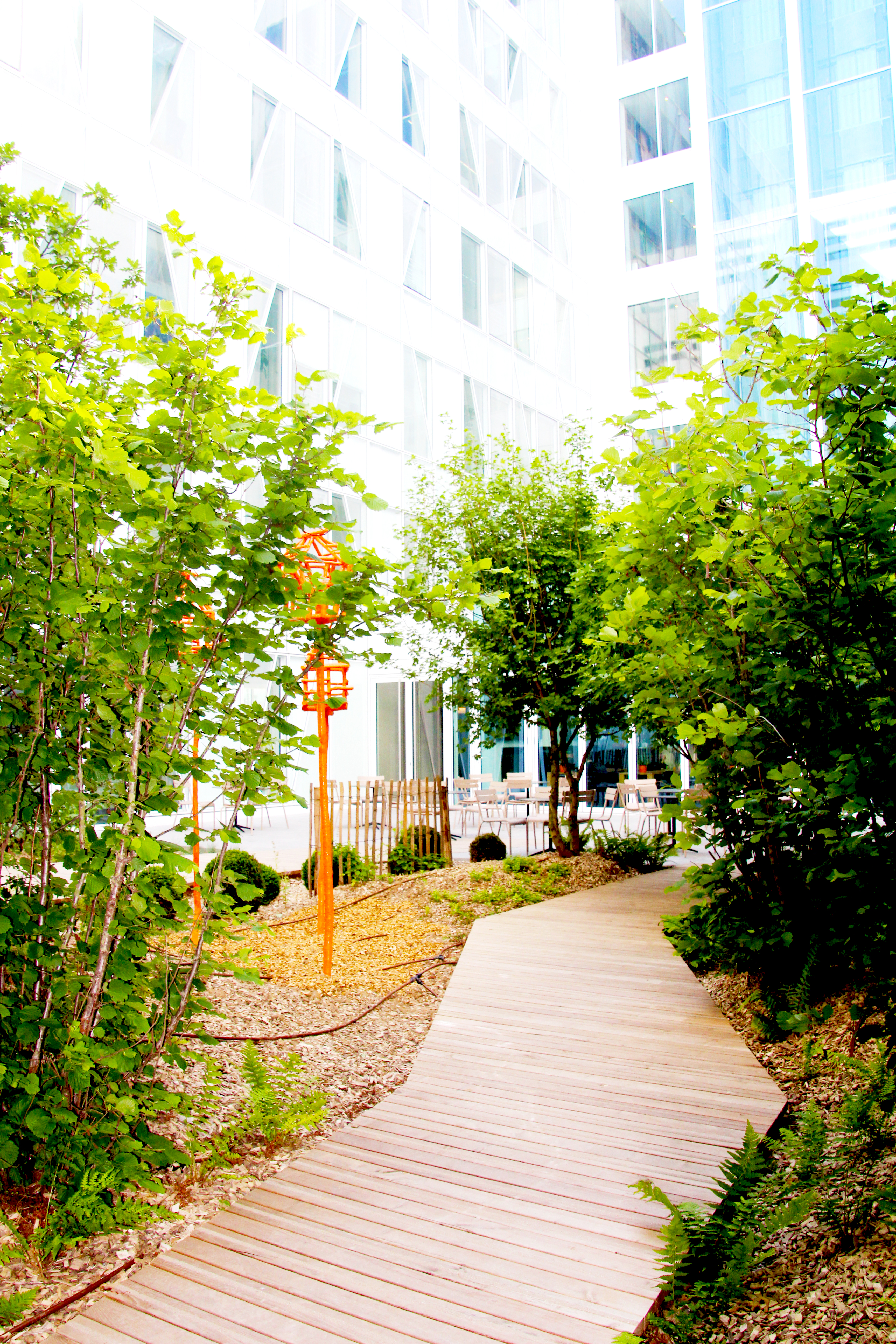
Locaux Groupe Rocher à Issy-les-Moulineaux